# Santa Colomba de Somoza
Santa Colomba de Somoza é um município da Espanha na província de León, comunidade autónoma de Castela e Leão, de área  km² com população de 495 habitantes (2004) e densidade populacional de 2,78 hab/km².

## Demografia
| Variação demográfica do município entre 1991 e 2004 | Variação demográfica do município entre 1991 e 2004 | Variação demográfica do município entre 1991 e 2004 | Variação demográfica do município entre 1991 e 2004 |
| --------------------------------------------------- | --------------------------------------------------- | --------------------------------------------------- | --------------------------------------------------- |
| 1991                                                | 1996                                                | 2001                                                | 2004                                                |
| 528                                                 | 495                                                 | 450                                                 | 498                                                 |